# Station Wąchock
Station Wąchock is een spoorwegstation in de Poolse plaats Wąchock.